# Edgars Zalāns
Edgars Zalāns (ur. 3 września 1967 w Kuldydze) – łotewski polityk, architekt, przedsiębiorca i samorządowiec, minister rozwoju regionalnego i samorządu lokalnego w latach 2007–2010, poseł na Sejm, przewodniczący klubu poselskiego O lepszą Łotwę.

## Życiorys
Edgars Zalāns w 1992 został absolwentem architektury na Ryskim Uniwersytecie Technicznym. W 1994 ukończył studia podyplomowe z dziedziny planowania na University of Queensland w Australii. W 1996 zdobył dyplom z ochrony środowiska w Rydze, a rok później dyplom zarządzania przestrzenią miejską, finansów i planowania w centrum szkoleniowym na Tajwanie. W 1998 ukończył kurs zarządzania w prowadzony przez Bank Światowy w Waszyngtonie.
W latach 1992–1994 zajmował stanowisko głównego architekta w okręgu Kuldīga. Od 1994 do 1994 stał na czele wydziału rozwoju regionalnego w administracji tego okręgu. W latach 1998–1999 pełnił funkcję dyrektora departamentu rozwoju regionalnego w Ministerstwie Rozwoju Regionalnego. Od sierpnia 1999 do marca 2000 był deputowanym na Sejm VII kadencji z ramienia Partii Ludowej.
Od stycznia do marca 2000 pełnił funkcję parlamentarnego sekretarza w Ministerstwie Finansów. Od marca do maja 2000 zajmował stanowisko szefa gabinetu politycznego premiera Andrisa Šķēlego. Od maja 2000 do marca 2001 ponownie był parlamentarnym sekretarzem w Ministerstwie Finansów.
Od marca 2001 do listopada 2007 Edgars Zalāns pełnił funkcję przewodniczącego rady miejskiej Kuldīgi (burmistrza tej miejscowości). W latach 2005–2007 był również doradcą w Ministerstwie Rozwoju Regionalnego i Samorządności. 8 listopada 2007 został mianowany ministrem rozwoju regionalnego i samorządności w gabinecie Aigarsa Kalvītisa. Zachował to stanowisko także w rządach premierów Ivarsa Godmanisa oraz Valdisa Dombrovskisa (do 17 marca 2010). W wyborach w 2010 uzyskał mandat poselski z ramienia ruchu O lepszą Łotwę. 2 listopada 2010 został wybrany na przewodniczącego klubu poselskiego tego ugrupowania. Pozostał zarazem wiceprzewodniczącym Partii Ludowej. Kadencję poselską zakończył w 2011.
Zajął się później działalnością gospodarczą m.in. jako konsultant i restaurator. W 2014 kandydował do parlamentu z listy partii Vienoti Latvijai.